# ژاوی فرناندس
ژاوی فرناندس (اسپانیایی: Xavi Fernández‎؛ زادهٔ ۱۲ فوریهٔ ۱۹۶۸) بازیکن بسکتبال اهل اسپانیا بود.
از باشگاه‌هایی که در آن بازی کرده‌است می‌توان به باشگاه بسکتبال مالاگا، باشگاه بسکتبال بارسلونا، و باشگاه بسکتبال گرن کاناریا اشاره کرد.